# Priest Holmes
Priest Anthony Holmes (Fort Smith, 7 ottobre 1973) è un ex giocatore di football americano statunitense che ha militato nel ruolo di running back nella National Football League (NFL).
Firmò coi Baltimore Ravens come free agent non scelto nel Draft NFL 1997 dopo avere giocato al college coi Texas Longhorns.
Holmes vinse il Super Bowl XXXV coi Ravens. Dopo aver corso oltre 2.000 yard in quattro stagioni a Baltimore, ebbe delle stagioni di alto livello dopo aver firmato coi Kansas City Chiefs come free agent nel 2001. Durante i suoi sette anni ai Chiefs, fu inserito per tre volte nella formazione ideale della stagione All-Pro, venne convocato per 3 Pro Bowl e vinse il premio di miglior giocatore offensivo della stagione 2002. Durante la stagione 2006 si infortunò al collo e dopo un breve tentativo di ritorno si ritirò nel 2007. Holmes fu inserito nella University of Texas Hall of Honor e nella Texas High School Sports Hall of Fame nel 2007.

## Carriera professionistica

### Baltimore Ravens
Dopo la laurea al college, Homes firmò con i Baltimore Ravens come free agent non scelto nel 1997. Nella stagione 1998 coi Ravens, Holmes superò il muro delle 1.000 yard stagionali, compresa una gara da oltre 200 yard, il massimo stagionale nella lega. Nella stagione 2000, Holmes fu sostituito come running back titolare dal rookie Jamal Lewis. I Ravens vinsero il Super Bowl XXXV con Holmes come halfback di riserva.

### Kansas City Chiefs
La stagione successiva Holmes firmò un contratto coi Kansas City Chiefs. Nella sua prima stagione coi Chiefs, Priest andò oltre le aspettative guidando la NFL in yard corse nella stagione 2001 con 1.555.
Malgrado avesse saltato le ultime due gare della stagione NFL 2002 a causa di un infortunio all'anca, Holmes corse per 1.615 yard con 21 touchdown. Nella stagione 2003, egli batté il record NFL di Marshall Faulk per touchdown totali segnati in una stagione con 27, record che in seguito fu superato da Shaun Alexander con 28 touchdown totali nel 2005 e nuovamente battuto da LaDainian Tomlinson con 31 nel 2006. Holmes ed Emmitt Smith sono gli unici due running back nella storia della NFL ad aver avuto due stagioni consecutive da 20 o più touchdown segnati su corsa. Sulla strada per ripetere tale successo nel 2004, Holmes patì un infortunio che gli fece terminare la stagione con 14 touchdown.
La stagione 2005 di Holmes fu nuovamente accorciata a causa di un infortunio alla colonna vertebrale subito a causa di un tackle di Shawne Merriman il 30 ottobre 2005. Nel resto della stagione fu sostituito da Larry Johnson. Durante la prestagione successiva, il nuovo allenatore Herm Edwards promosse Johnson a titolare.
L'infortunio alla colonna vertebrale di Holmes all'inizio della stagione 2006 non era ancora guarito ed i Chiefs lo posero in lista infortunati per tutta la stagione. Larry Johnson divenne così il running back titolare dei Chiefs a tempo pieno. Nel corso della stagione 2006, Holmes ripeté che avrebbe voluto tornare per almeno altre due o tre stagioni nella NFL ma che non avrebbe forzato il rientro se fosse andato a discapito della sua salute a lungo termine.
Dopo incoraggianti esami medici, Holmes partecipò coi Chiefs al training camp nel luglio 2007. Ad ogni modo, i Chiefs non lo inclusero nel roster della stagione, lasciandolo in lista infortunati. Dopo la cessione a metà stagione di Michael Bennett, Holmes tornò nel roster di Kansas City, iniziando ad allenarsi il 17 ottobre 2007. Holmes completò il ritorno quattro giorni dopo, giocando contro gli Oakland Raiders, portando il pallone 4 volte. Priest giocò la prima partita da titolare il 30 ottobre 2007 contro i San Diego Chargers e giocò una partita in casa l'11 novembre 2007 nella sconfitta 27-11 contro i Denver Broncos. Holmes totalizzò 20 rushes per 65 yard.
Holmes annunciò il suo ritiro il 21 novembre 2007 dopo essersi re-infortunato al collo domenica 18 novembre in una gara contro gli Indianapolis Colts. All'epoca del suo ritiro, Holmes deteneva i record dei Chiefs per corse tentate (1.275), yard corse in carriera (5.933), touchdown corsi in carriera (76) e touchdown totali (83).

## Palmarès

### Franchigia
- Super Bowl : 1

Baltimore Ravens: XXXV
- American Football Conference Championship: 1

Baltimore Ravens: 2000

### Individuale
- Convocazioni al Pro Bowl: 3

2001, 2002, 2003
- First-team All-Pro: 3

2001, 2002, 2003
- Miglior giocatore offensivo dell'anno della NFL: 1

2002
- Leader della NFL in touchdown su corsa: 2

2002, 2003
- Kansas City Chiefs Hall of Fame